# The Young Puccini
The Young Puccini is een album uit 1990 van de New London Chorale, een Engelse muziekgroep onder leiding van Tom Parker, die klassieke muziek bewerkt tot popsongs.
Zoals de naam zegt staat de componist Giacomo Puccini centraal in dit project. Een grote hit van dit album is Only words. Verder staan er onder andere bewerkingen op van gedeeltes uit de opera's La Boheme, Tosca en Madama Butterfly.

## Solisten
- Marilyn David
- Amy van Meenen
- Gordon Neville
- Tony Jackson
- Tom Parker

## Songs
1. Overture
2. I only want to stay
3. What would I do
4. Only words
5. Where are the melodies
6. Day by day
7. My golden girl
8. Time and again
9. Things are never what they seem
10. I'm going home
11. Why can't we live together
12. Anthem
13. One fine day
14. Finale